# ケーキ屋

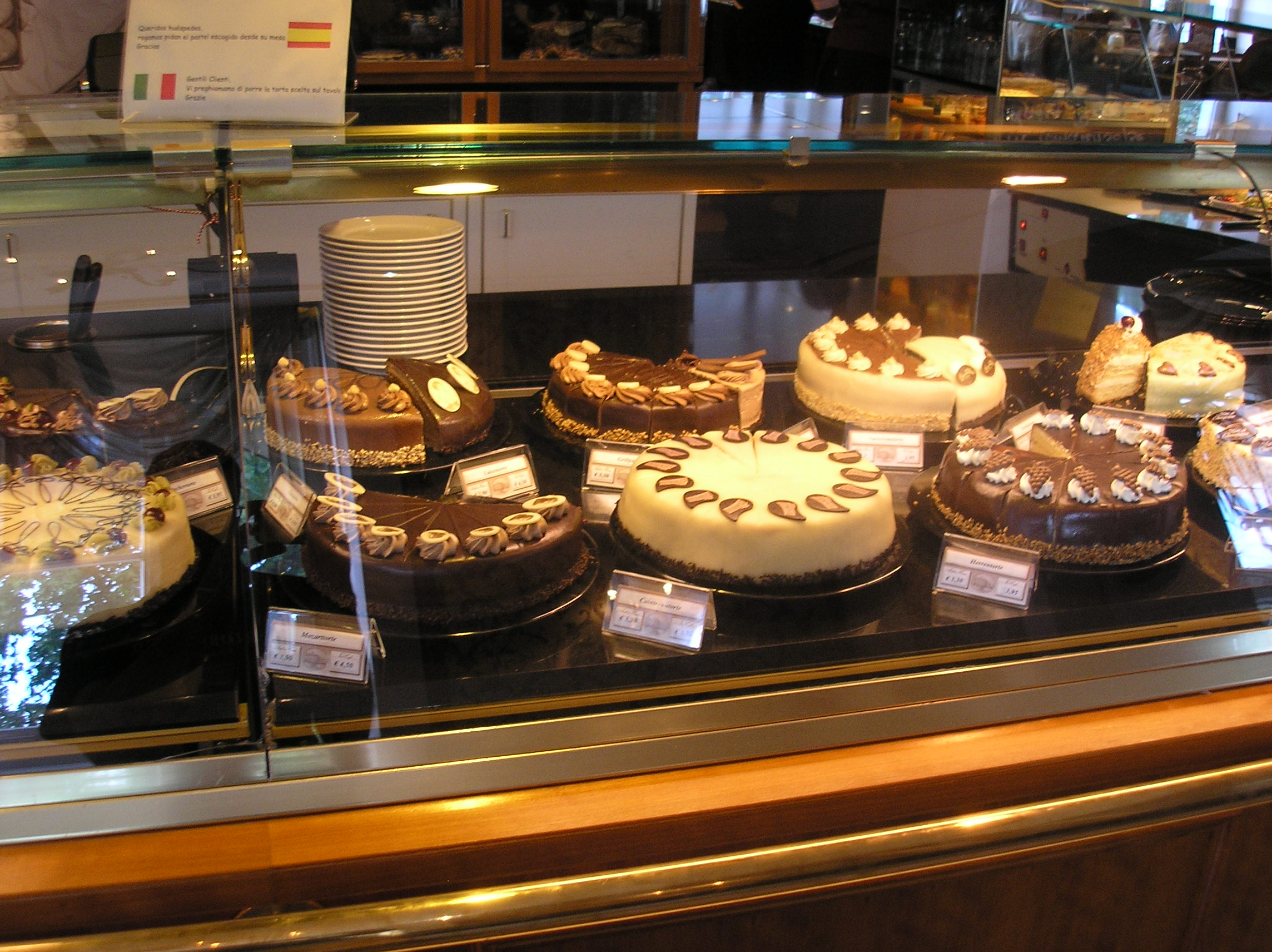
ドイツの現代的なケーキ屋

ケーキ屋（ケーキや）は、ケーキの製造や販売を専門とする小売業である。カップケーキ、マフィン、スポンジケーキやケーキに分類される他の焼き菓子を販売していることもある。特にケーキのデコレーションのための自家製ケーキを焼く機器や備品を販売することもあるが、全てがそうではない。全てではないが一般的な副業には、ウェディングケーキやバースデーケーキなどの特別注文もある。
商品はパン屋のものと同じ方法でその場で焼かれるが、他の関連商品を作ったり売ったりすることはない。
一般的にケーキ屋はケーキの定義に分類されないものは販売していない。
- 「穀粉、液体、卵、膨張剤や香料などを使った甘い焼き菓子」
- 「焼いたり揚げたりしたパンケーキのようにパン生地やバッターの平らで丸い塊」[1]

少なくとも基本的な定義では、これにペイストリーやプリンは含まれない。ケーキ屋の一般的なパン屋との区別は、例えば一部の国で法的に保護されたペイストリー製造施設であるパティサリーほど厳しくはないかもしれない。